# Cowanomyia hillaryi
Cowanomyia hillaryi är en tvåvingeart som beskrevs av Jaschhof 2009. Cowanomyia hillaryi ingår i släktet Cowanomyia och familjen svampmyggor. Inga underarter finns listade i Catalogue of Life.